# NHK BS Premium
NHK BS Premium (tiếng Nhật: NHK BSプレミアム, viết tắt: NHK BSP) là kênh truyền hình do đài NHK sở hữu. Lên sóng chính thức vào ngày 1 tháng 4 năm 2011. Kênh này sản xuất các chương trình truyền hình về văn hoá, giải trí, hài kịch, phim truyện, phim tài liệu.